# Космос-2411
Космос-2411 је један од преко 2400 совјетских вјештачких сателита лансираних у оквиру програма Космос.
Космос-2411 је лансиран са космодрома Тјуратам, Бајконур, Казахстан, 26. децембра 2004. Ракета-носач Протон-К је поставила сателит у орбиту око планете Земље. 